# Mexichthonius unicus
Espèce
Mexichthonius unicus est une espèce de pseudoscorpions de la famille des Chthoniidae.

## Distribution
Cette espèce est endémique du Campeche au Mexique. Elle se rencontre vers Ich-Ek.

## Description
La femelle holotype mesure 1,16 mm.

## Publication originale
- Muchmore, 1975 : A new genus and species of chthoniid pseudoscorpion from Mexico (Pseudoscorpionida, Chthoniidae). Journal of Arachnology, vol. 3, p. 1-4 (texte intégral).